# Aeropuerto de Aasiaat
El Aeropuerto de Aasiaat (en groelandés: Mittarfik Aasiaat)  (IATA: JEG, ICAO: BGAA) es un aeropuerto situado a 1 milla náutica (1,9 km; 1,2 millas ) al noreste la localidad de Aasiaat, una ciudad en el municipio de Qaasuitsup, en el oeste de Groenlandia un territorio dependiente de Dinamarca en América del Norte. Puede servir a aviones STOL, aunque no hay equipos de deshielo para aeronaves en el aeropuerto, lo cual es costoso y problemático en el invierno groenlandés.

## Aerolíneas y destinos
| Aerolíneas    | Destinos |
| ------------- | --- |
| Air Greenland | Ilulissat, Kangerlussuaq, Nuuk, Sisimiut Seasonal: Akunnaaq, Attu, Kangaatsiaq, Kitsissuarsuit, Niaqornaarsuk, Qasigiannguit, Qeqertarsuaq |